# Microregione di Suape
Suape è una microregione dello Stato del Pernambuco in Brasile, appartenente alla mesoregione Metropolitana do Recife.
È una suddivisione creata puramente per fini statistici, pertanto non è un'entità politica o amministrativa.

## Comuni
Comprende 2 comuni:
- Cabo de Santo Agostinho
- Ipojuca

| Controllo di autorità | VIAF (EN) 3010150325575110090009 |